# Tulamben
Tulamben is een dorpje gelegen aan de oostkust van Bali in Indonesië.
Het is een duikgebied waar ook scheepswrakken liggen. Het bekendst is het wrak van het Liberty schip, een stoomvrachtschip van het Amerikaanse leger, dat in 1942 niet ver van de kust door een Japanse onderzeeër werd getorpedeerd. Tijdens het hoogseizoen bezoeken vele tientallen duikers per dag dit wrak, dat zeer eenvoudig bereikbaar is doordat het slechts 25 meter uit de kust ligt, op een diepte van 2 tot 30 meter.

## Etymologie
De naam van de plaats is afgeleid van het woord batulambih, dat iets betekent als vele stenen. Dit verwijst naar de verwoestende uitbarstingen van de berg Agung, die van tijd tot tijd in dit deel van Bali plaats hebben gevonden. Voorheen heette de plaats Batulamben, wat later ingekort werd tot het huidige Tulamben.